# Noli
|  | Per a altres significats, vegeu «Noli (desambiguació)». |

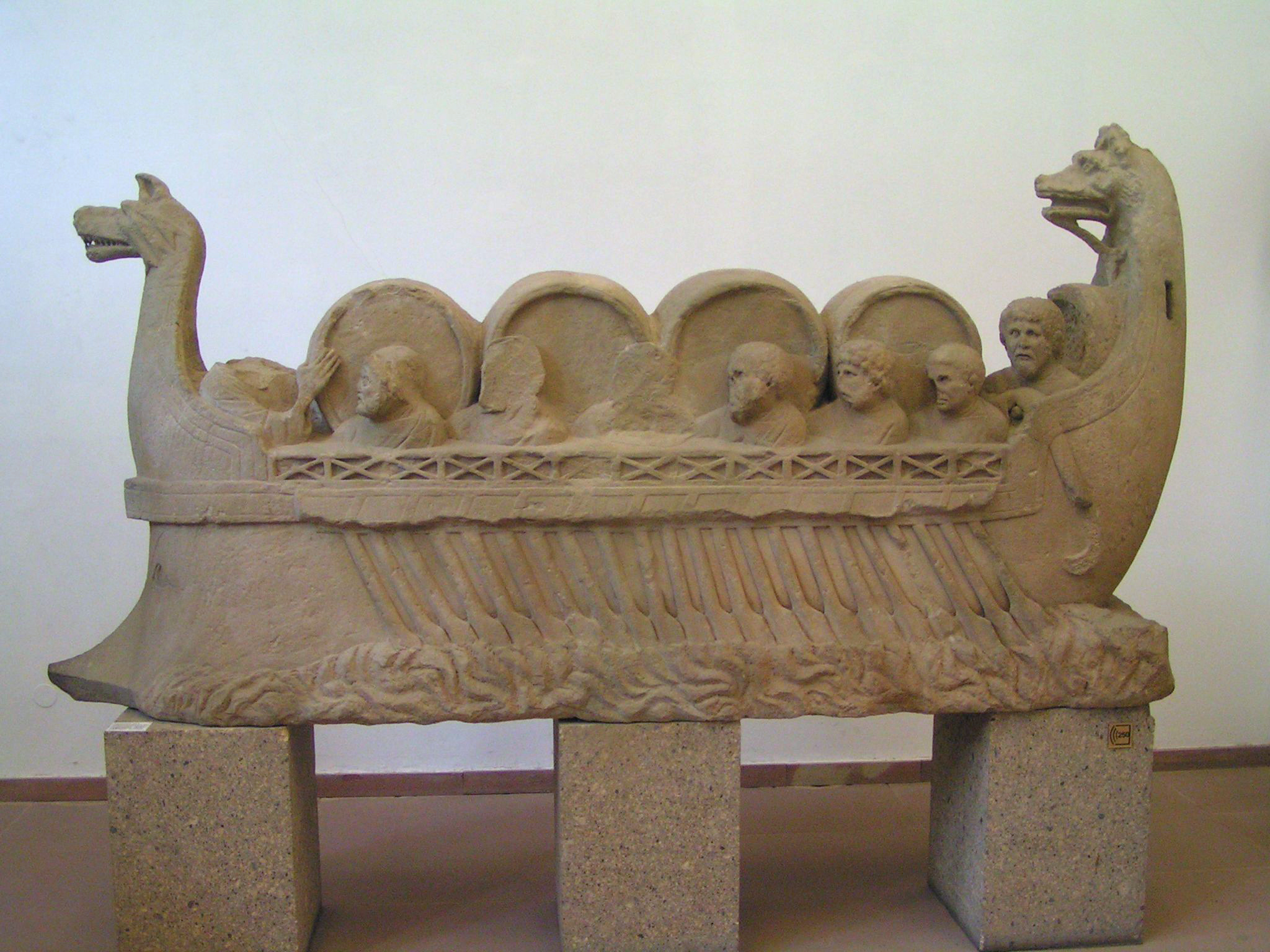
Vaixell fluvial romà transportant bótes (probablement de vi)

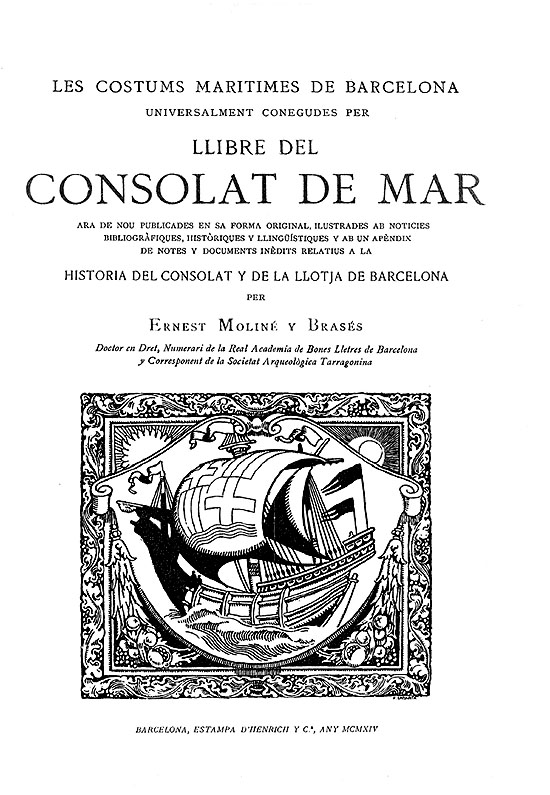
Edició de 1914 del Llibre del Consolat de Mar, editat per Ernest Moliné i Brasés

En navegació, noli és el preu acordat pel lloguer total o parcial d'un vaixell. El verb associat, noliejar, designa l'acció de llogar una nau. Tan el noli com el fet de noliejar estan regulats des de molt antic per normes precises, que indiquen els drets i els deures d'ambdues parts contractants. En literatura comercial moderna els nolis poden referir-se a qualsevol sistema de transport: marítim, terrestre o aeri. També existeix la variant sinònima nòlit, per influx de llatinismes com a dèbit, dipòsit etc.
La paraula prové del grec antic ναυλον (naûlon), passant pel llatí clàssic naulum i el llatí vulgar naulium. L'alteració naulium potser derivada del verb nauliare; en català antic es deia també noliar, al costat de noliejar).

## Història

### Època clàssica
En les antigues Grècia i Roma el transport per mar de lloguer, noliejant tota o part de la capacitat d'una nau, està ben documentat. Transportar mercaderies per mar era molt més econòmic, quan era possible, que el transport terrestre. També el transport de passatgers està ben referenciat.

### Època medieval
Els tractats medievals de dret marítim (Ordinamenta et consuetudo maris i Llibre del Consolat de Mar entre altres) establien una sèrie de normes precises sobre el transport per mar de mercaderies i passatgers, indicant els drets i obligacions de cada part.

#### Mercaderies
Les mercaderies estaven directament relacionades amb els nòlits, pel fet que eren l'objecte del transport. Les mercaderies ocupaven el volum disponible de càrrega del vaixell i, en cada cas, calia pagar el nòlit corresponent. Hi ha algunes obres que tracten del tema amb certa profunditat.

#### Passatgers
En documents antics els passatgers eren denominats pelegrins en català. En moltes de les narracions de pelegrinatges a Terra Santa, relativament abundants en la literatura de viatges, hi ha un capítol que explica el contracte i les condicions del viatge per mar. Aquells antics nòlits correspondrien als preus dels actuals bitllets de viatge.

#### Aspectes jurídics
Les lleis medievals de transport per mar eren prou precises i cobrien tots els aspectes possibles que es podien donar en la vida real. Els protagonistes esmentats en el Llibre del Consolat de Mar i altres codis semblants eren els següents:
- Nau
- Propietari o propietaris de la nau
- Patró de la nau
- Escrivà de la nau (amb un cartolari o llibre de registre dins d'una caixa amb clau)
- Mercaders
- Mercaderia (designada genèricament com a roba)
- Passatgers (pelegrins)
- Nòlits

Els acords sobre els nòlits podien ser verbals (amb testimonis), amb un contracte per escrit (en forma de carta partida) i/o anotats en el cartolari. L'escrivà havia de jurar el càrrec davant de testimonis i de ser observador en totes les operacions de càrrega i descàrrega, pagament dels nòlits, pagament dels salaris acordats i altres accions importants relacionats amb la nau. La pena per incumplir les seves obligacions era molt greu: pèrdua de la mà dreta i ser marcat al foc al front, amb un ferro roent.
- Hi ha un estudi prou detallat dels nòlits medievals a la referència adjunta.[17]

## Els nolis en l'actualitat
A l'època actual els nolis poden aplicar-se a qualsevol tipus de transport: per carretera, ferrocarril, marítim o aeri. Els contractes de transport de mercaderies s'anomenen noliejaments. En un noliejament o contracte de transport, el propietari d'un mitjà de transport es compromet a rebre la mercaderia (o qualsevol objecte especificat) en determinades condicions (data, hora, lloc, embalatge…) i lliurar-la al llogater-usuari en condicions estipulades (data, hora, integritat, estat de conservació…). Els preus del transport depenen de molts factors. A més del mitjà de transport escollit, el preu depèn bàsicament del pes i volum de l'element transportat, i de la urgència requerida. Però també de la fragilitat, el preu, la perillositat i altres aspectes determinants.

### Variants en el transport marítim
La terminología moderna en anglès, Charter Party, està basada en l'antiga forma documental anomenada carta partida.

#### Segons les condicions de contracte del vaixell
- Bareboat Charter Party. En aquesta manera de contracte de noliejament se cedeix l'ús de la nau per un temps determinat. El beneficiari té el control del vaixell i pot escollir un nou capità i una nova tripulació.[19][20][21]
- Time Charter Party. Aquesta manera de contracte suposa el lloguer de tota o una part de la nau durant un temps determinat. El capità i la tripulació són responsabilitat del propietari de la nau.[22]
- Voyage Charter Party. El propietari del vaixell el lloga, totalment o en part, per a fer un viatge (o viatges) determinats.[23]

#### Segons les condicions de pagament i altres
- CIF (Cost, Insurance and Freight)[24][25]
- FOB (Free On Board)[24][26]